# USS Radford (DD-446)
USS Radford (DD-446) — эскадренный миноносец типа «Флетчер» ВМС США. Участвовал во Второй Мировой войне, войнах в Корее и Вьетнаме. Назван в честь участника Гражданской войны адмирала Уильяма Рэдфорда.
Эсминец был заложен 2 октября 1941 года на верфи Federal Shipbuilding and Drydock Company в Карни, Нью-Джерси, спущен на воду 3 мая 1942 года и сдан в эксплуатацию 22 июля 1942 года.

## История

### Вторая мировая война

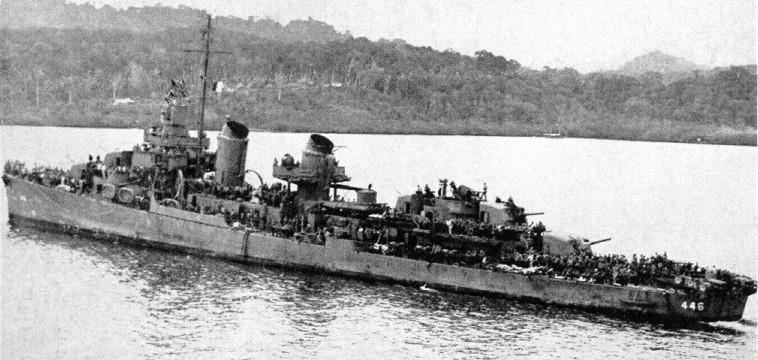
Radford возвращается в Тулаги с выжившими с крейсера Helena

Летом 1943 года Radford участвовал в битве при Коломбангаре и в битве в заливе Кула в ходе действий американского флота против «токийского экспресса». Эсминец был удостоен Президентского упоминания за спасение 468 моряков с потопленного лёгкого крейсера «Хелена».
25 ноября 1943 года эсминец атаковал и уничтожил японскую субмарину I-19.
В декабре 1944 года в ходе освобождения Лусона корабль получил повреждения, наскочив на японскую мину. За действия в этой операции также был удостоен Президентского упоминания.

После окончания боевых действий вернулся в США. В январе 1946 года выведен в резерв на базе в Сан-Франциско.

### 1949—1969
Возвращён в строй 17 октября 1949 года и вступил в состав 7-го флота, оказывавшего поддержку силам ООН в Корее. После завершения активных боевых действий в 1953 году, чередовал несение службы в западной части Тихого океана с учениями и патрулированием у Западного побережья и на Гавайях. В 1960 году на базе в Пёрл-Харбор был осуществлён капитальный ремонт и модернизация корабля по программе FRAM II.
3 марта 1965 года в составе 252-й дивизии эсминцев вышел в Южно-Китайское море для наращивания военного присутствия США в регионе. В октябре и декабре принимал участие в обеспечении миссии Джемини, а также в операциях Sea Dragon и Market Time во Вьетнаме.
5 июля 1966 года начал свою одиннадцатую боевую службу на Дальнем Востоке — участвовал в противолодочных действиях, прикрывал авианосцы в Тонкинском заливе, патрулировал Тайваньский пролив. Кроме того, входил в состав эскорта президента Линдона Джонсона в ходе его визита в Малайзию. 16 декабря 1966 года вернулся в Пёрл-Харбор.
В 1969 году был выведен в резерв, в октябре 1970 года был продан на слом.

## Награды
Эсминец был награждён двенадцатью боевыми звёздами и двумя Президентскими упоминаниями за службу во Второй мировой войне, пятью боевыми звёздами за участие в Корейской войне и четырьмя — за войну во Вьетнаме. Кроме того, корабль был награждён Медалью экспедиционных вооружённых сил.

## Список командиров
- лейтенант-коммандер (позднее — контр-адмирал) Уильям Киллиан Ромосер (22 июля 1942 — 10 октября 1943)
- коммандер (позднее — контр-адмирал) Гейл Эмерсон Григгс (10 октября 1943 — 10 сентября 1944)
- коммандер Гордон Леонард Касвелл (10 сентября 1944 — 12 декабря 1944)
- коммандер Джек Эмерсон Мэнсфилд (12 декабря 1944 — 17 января 1946)
- коммандер Элвин Клинтон Огл (10 сентября 1949 — 15 августа 1951)
- коммандер Джеймс Хилл Барнард II (15 августа 1951 — 14 октября 1953)
- коммандер Джон Хендерсон Хичкок (14 октября 1953 — апрель 1955)
- коммандер Леон Карл Клингамэн (апрель 1955 — 15 октября 1956)
- коммандер Уолтер Браун Вудсон мл. (15 октября 1956 — июль 1958)
- коммандер Уильям Чемберс Макей III (июль 1958 — июнь 1960)
- лейтенант-коммандер Эдвард Чарльз Клайн мл. (июнь 1960 — август 1960)
- коммандер Роберт Кэри Гибсон (август 1960 — август 1962)
- коммандер Джордж Пуллен Пид (август 1962 — 27 января 1964)
- коммандер Уоррен Хилл Веттлофер (27 января 1964 — декабрь 1965)
- коммандер Уильям Ливингстон Прандж (декабрь 1965 — июль 1967)
- коммандер Чарльз Калберсон Денман мл. (июль 1967 — 30 сентября 1968)
- коммандер Джон Энтони Максвелл (30 сентября 1968 — 10 ноября 1969)

## Память
До 2011 года экспозиция Национального морского музея, посвящённая кораблю, находилась в Ньюкомерстаун, Огайо. В данный момент выставка, посвящённая памяти USS Radford расположена на борту корабля-музея USS Orleck в Лейк-Чарльз, Луизиана.